# Amateur Sport Verein Eppan Handball
La Amateur Sport Verein Eppan, nota come ASV SPARER Eppan per motivi di sponsorizzazione, è la principale società di pallamano della città di Appiano sulla Strada del Vino.
Milita attualmente in Serie A1, la prima serie nazionale.
Disputa le proprie gare interne alla Raiffeisenhalle ad Appiano.

## Storia
Fu fondata nel 1986 per merito di un gruppo di appassionati di pallamano, essendo parte del Centro Universitario Sportivo.
Nel 2019 l'Eppan conquista la Coppa Italia di Serie A2, guadagnando la promozione in Serie A. Nel dicembre 2021 si qualifica per la prima volta nella sua storia, alla fase finale della Coppa Italia. Nel 2023 vince la sua seconda Coppa Italia di Serie A2, corredata dalla promozione in massima serie.

## Palmarès
- Coppa Italia di Serie A2: 2
2018-19, 2022-23

## Organico

### Rosa 2025-26
| N° | Naz.                  | Ruolo | Sportivo             | Anno |  |  |
| -- | --------------------- | ----- | -------------------- | ---- |  |  |
| 1  | Italia (bandiera)     | P     | Samuele Bortolot     | 1996 |  |  |
| 12 | Italia (bandiera)     | P     | Theo Sölva           | 2005 |  |  |
| 16 | Italia (bandiera)     | P     | Michael Obkircher    | 2004 |  |  |
| 6  | Italia (bandiera)     | T     | Jan Niklas Oberrauch | 1999 |  |  |
| 9  | Italia (bandiera)     | A     | Simon Singer         | 1991 |  |  |
| 11 | Italia (bandiera)     | A     | Daniel Lemayr        | 2005 |  |  |
| 13 | Italia (bandiera)     | A     | Alex Wiedenhofer     | 1999 |  |  |
| 18 | Italia (bandiera)     | T     | Gabriel Morandell    | 2005 |  |  |
| 19 | Italia (bandiera)     | T     | Manuel Bernard       | 2005 |  |  |
| 21 | Brasile (bandiera)    | PV    | Matheus Zanutto      | 1998 |  |  |
| 23 | Portogallo (bandiera) | T     | Tiago Costa          | 2000 |  |  |
| 24 | Italia (bandiera)     | T     | Alberto Lollo        | 2000 |  |  |
| 25 | Italia (bandiera)     | T     | Benedikt Matzneller  | 2006 |  |  |
| 30 | Serbia (bandiera)     | T     | Dragan Glišić        | 2002 |  |  |
| 57 | Lettonia (bandiera)   | PV    | Alexander Eizans     | 2006 |  |  |
| 71 | Italia (bandiera)     | A     | Daniel Pliger        | 2006 |  |  |
| 99 | Italia (bandiera)     | A     | Valentin Rainer      | 2006 |  |  |
|    | Serbia (bandiera)     | T     | Dušan Glišić         | 1999 |  |  |
|    | Portogallo (bandiera) | T     | Gonçalo Cunha        | 1997 |  |  |
|    | Argentina (bandiera)  | T     | Juan Manuel Bendini  | 2005 |  |  |

### Staff
- Allenatore:  Marcello Rizzi
- Vice allenatore:   Markus Oberrauch
- Preparatore dei portieri:  Armin Michaeler